# Illiers-Combray
Pour les articles homonymes, voir Combray.
Illiers-Combray (/i.lje kɔ̃.bʁɛ/) est une commune française située dans le département d'Eure-et-Loir en région Centre-Val de Loire.

## Géographie
Illiers-Combray est une petite commune, composée d'un bourg central et de nombreux hameaux à l'aspect encore très rural et n'ayant pas subi de fortes fluctuations dans sa démographie. Son territoire est situé entre la plaine de la Beauce et les collines du Perche, d'où le nom choisi pour qualifier la communauté de communes dont elle est le siège, nommée « communauté de communes Entre Beauce et Perche ».

### Situation et description

#### Situation
Illiers est située sur les rives du Loir, à 13 km de Brou, à 19 km de Courville-sur-Eure, à 20 km de Bonneval, à 21 km de Thiron-Gardais, à 25 km de Chartres, à 28 km de La Loupe, à 29 km de Châteaudun, à 32 km de Voves et à 35 km de Nogent-le-Rotrou.

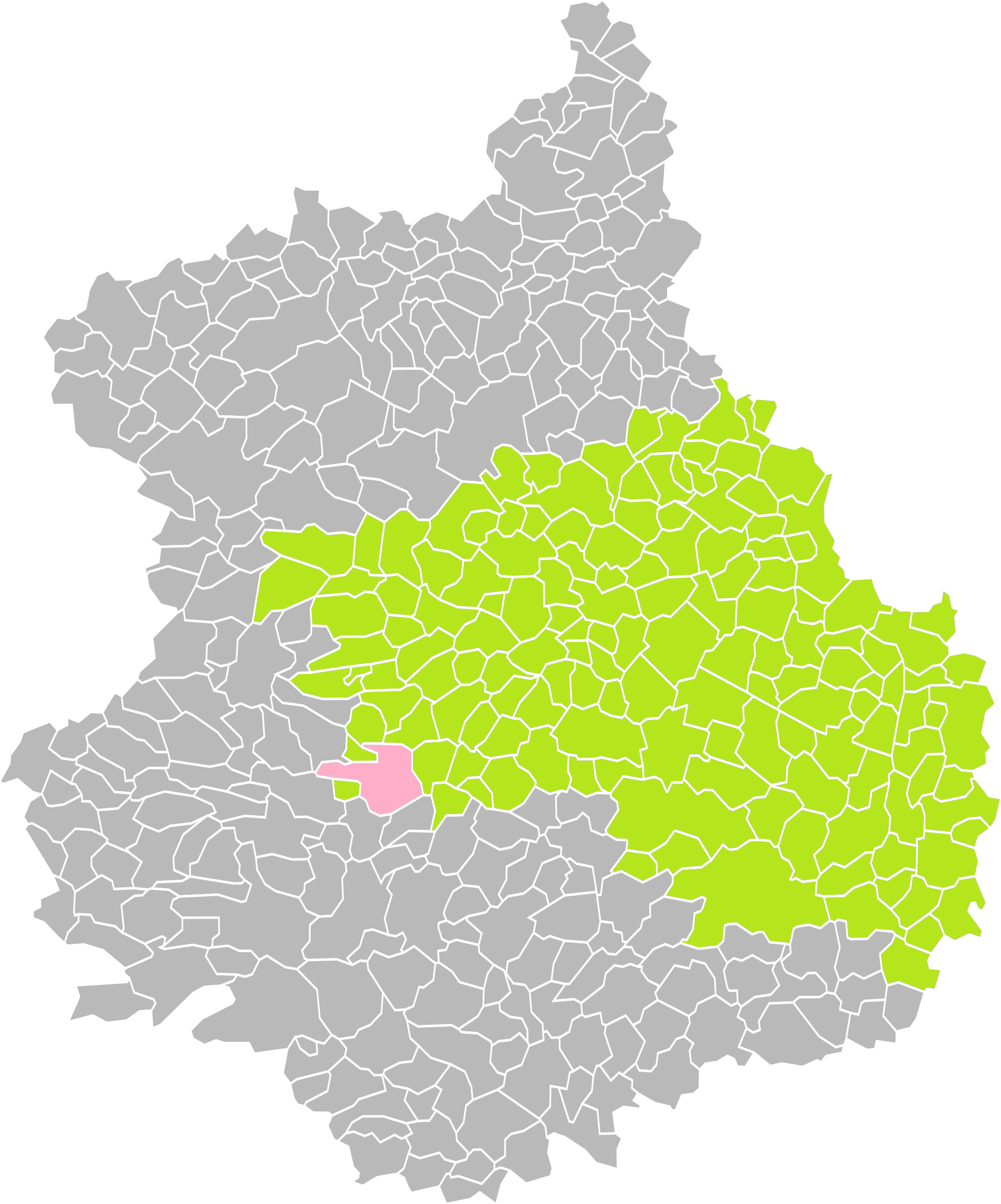
Position d'Illiers-Combray (en rose) dans l'arrondissement de Chartres (en vert) du département d'Eure-et-Loir (grisé).

### Communes limitrophes
| Les Châtelliers-Notre-Dame, Saint-Éman Nonvilliers-Grandhoux | Magny           | Blandainville             |
| Méréglise Montigny-le-Chartif                                | Illiers-Combray | Blandainville             |
| Méréglise Montigny-le-Chartif                                | Vieuvicq        | Saint-Avit-les-Guespières |

### Hydrographie
Le territoire communal accueille le confluent du Loir, sous-affluent de la Loire par la Sarthe et la Maine, et de la rivière la Thironne, qui rejoint le Loir en rive droite.

### Climat
Pour des articles plus généraux, voir Climat du Centre-Val de Loire et Climat d'Eure-et-Loir.
En 2010, le climat de la commune est de type climat océanique dégradé des plaines du Centre et du Nord, selon une étude du CNRS s'appuyant sur une série de données couvrant la période 1971-2000. En 2020, Météo-France publie une typologie des climats de la France métropolitaine dans laquelle la commune est exposée à un climat océanique altéré et est dans une zone de transition entre les régions climatiques « Sud-ouest du bassin Parisien » et « Normandie (Cotentin, Orne) ».
Pour la période 1971-2000, la température annuelle moyenne est de 10,5 °C, avec une amplitude thermique annuelle de 15,1 °C. Le cumul annuel moyen de précipitations est de 652 mm, avec 10,9 jours de précipitations en janvier et 7,6 jours en juillet. Pour la période 1991-2020, la température moyenne annuelle observée sur la station météorologique de Météo-France la plus proche, sur la commune de Blandainville à 3 km à vol d'oiseau, est de 11,2 °C et le cumul annuel moyen de précipitations est de 626,2 mm,. Pour l'avenir, les paramètres climatiques de la commune estimés pour 2050 selon différents scénarios d'émission de gaz à effet de serre sont consultables sur un site dédié publié par Météo-France en novembre 2022.
| Mois                                  | jan.           | fév.           | mars          | avril         | mai           | juin          | jui.           | août          | sep.          | oct.            | nov.           | déc.           | année      |
| ------------------------------------- | -------------- | -------------- | ------------- | ------------- | ------------- | ------------- | -------------- | ------------- | ------------- | --------------- | -------------- | -------------- | ---------- |
| Température minimale moyenne (°C)     | 1,6            | 1,4            | 3             | 4,5           | 7,9           | 10,9          | 12,5           | 12,5          | 9,8           | 7,7             | 4,3            | 2              | 6,5        |
| Température moyenne (°C)              | 4,1            | 4,7            | 7,4           | 10            | 13,3          | 16,8          | 19             | 19            | 15,7          | 12,1            | 7,4            | 4,5            | 11,2       |
| Température maximale moyenne (°C)     | 6,5            | 8              | 11,7          | 15,5          | 18,8          | 22,7          | 25,4           | 25,6          | 21,6          | 16,4            | 10,5           | 7,1            | 15,8       |
| Record de froid (°C) date du record   | −18,1 08.01.10 | −17,4 07.02.12 | −9,5 01.03.05 | −4,3 11.04.03 | −0,9 06.05.19 | 1 01.06.06    | 4,9 03.07.1996 | 4,3 26.08.18  | 0,9 30.09.02  | −5,1 30.10.1997 | −10,1 30.11.10 | −11,5 26.12.10 | −18,1 2010 |
| Record de chaleur (°C) date du record | 16,9 27.01.03  | 19,9 27.02.19  | 22,9 30.03.17 | 26,7 30.04.05 | 30,1 27.05.05 | 36,8 27.06.11 | 41,3 25.07.19  | 39,8 05.08.03 | 34,4 14.09.20 | 28,5 01.10.11   | 20,5 01.11.14  | 16,4 07.12.00  | 41,3 2019  |
| Précipitations (mm)                   | 53,3           | 46,3           | 46,3          | 43,1          | 58,1          | 51,7          | 49,1           | 44,5          | 41,2          | 62,9            | 60,9           | 68,8           | 626,2      |

### Transports et voies de communication

#### Desserte ferroviaire
La gare d'Illiers-Combray est située entre Chartres et Courtalain - Saint-Pellerin sur la ligne de Chartres à Bordeaux-Saint-Jean.

#### Accès à l'autoroute
L'autoroute A11, appelée L'Océane, passe au sud de la commune et propose depuis 2017 un échangeur qui permet d'entrer et de sortir de l'autoroute, ce qui met Illiers-Combray à 1 heure de Paris. Une zone industrielle de grande capacité jouxte l'autoroute.

## Toponymie
Le nom Illiers proviendrait d'Illhari ou Islar, nom de personne d’origine germanique. Hilaire, Hilarius, le patron de la paroisse est saint Hilaire dont le nom Hilarius toutefois est d'origine grecque (anthroponyme dérivé de ἱλαρός, en latin hilarus, joyeux).
Marcel Proust rendit la ville célèbre en la décrivant sous le nom de Combray dans son cycle romanesque À la recherche du temps perdu.
Le 8 avril 1971 « Illiers » est rebaptisé « Illiers-Combray » par décision du ministre de l’Intérieur Raymond Marcellin pour le « centenaire de la naissance de Marcel Proust » en application d'un décret du 29 mars précédent, publié le 8 avril au JORF,. C'est une des rares communes françaises à avoir adopté un nom emprunté à la littérature.

## Urbanisme

### Typologie
Au 1er janvier 2024, Illiers-Combray est catégorisée bourg rural, selon la nouvelle grille communale de densité à 7 niveaux définie par l'Insee en 2022.
Elle appartient à l'unité urbaine d'Illiers-Combray, une unité urbaine monocommunale constituant une ville isolée,. Par ailleurs la commune fait partie de l'aire d'attraction de Chartres, dont elle est une commune de la couronne,. Cette aire, qui regroupe 117 communes, est catégorisée dans les aires de 50 000 à moins de 200 000 habitants,.

### Occupation des sols
L'occupation des sols de la commune, telle qu'elle ressort de la base de données européenne d’occupation biophysique des sols Corine Land Cover (CLC), est marquée par l'importance des territoires agricoles (87,4 % en 2018), une proportion sensiblement équivalente à celle de 1990 (87,9 %). La répartition détaillée en 2018 est la suivante : 
terres arables (76,9 %), forêts (7,2 %), prairies (7 %), zones urbanisées (3,8 %), zones agricoles hétérogènes (3,5 %), zones industrielles ou commerciales et réseaux de communication (1,6 %). L'évolution de l’occupation des sols de la commune et de ses infrastructures peut être observée sur les différentes représentations cartographiques du territoire : la carte de Cassini (XVIIIe siècle), la carte d'état-major (1820-1866) et les cartes ou photos aériennes de l'IGN pour la période actuelle (1950 à aujourd'hui).

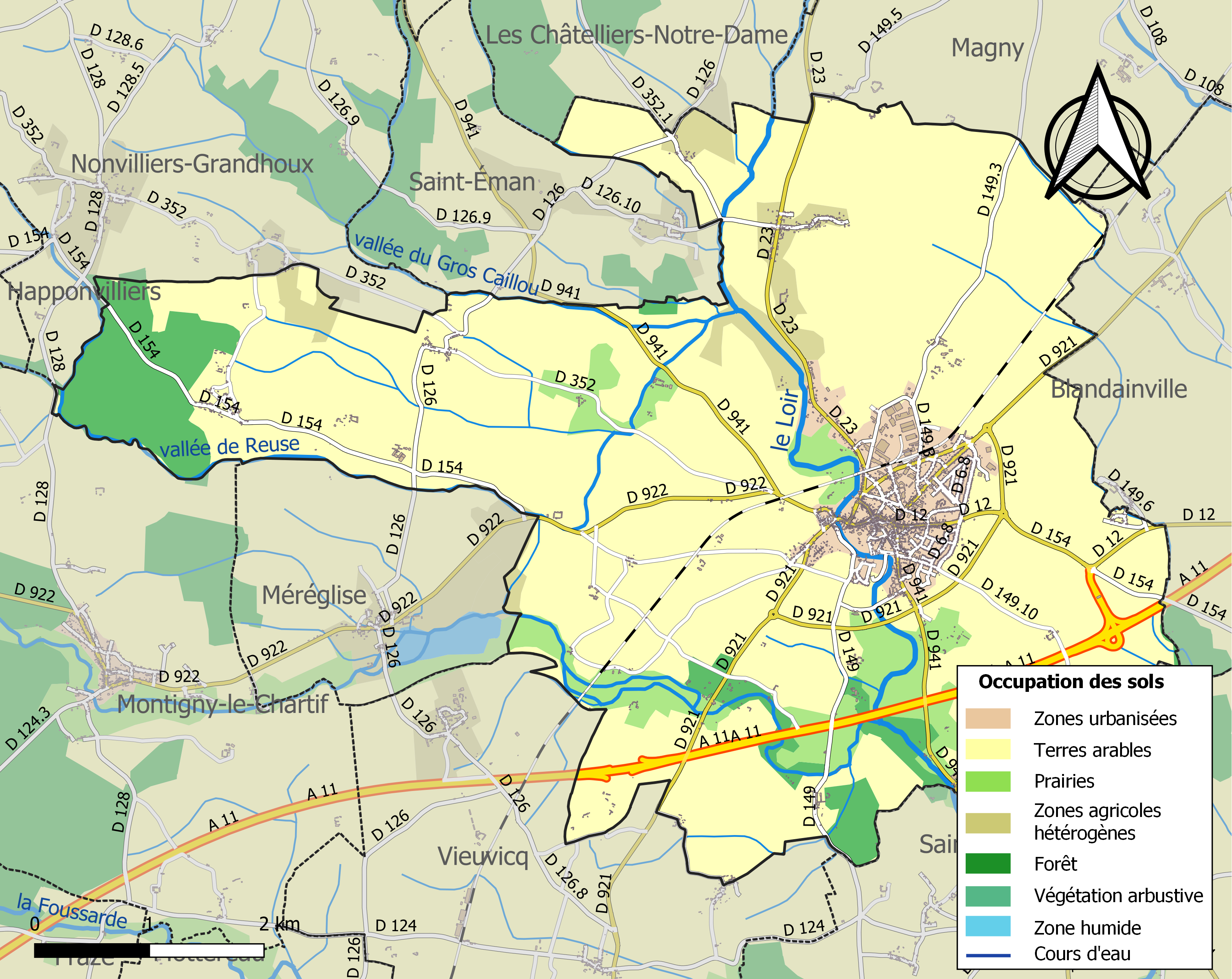
Carte des infrastructures et de l'occupation des sols de la commune en 2018 (CLC).

### Lieux-dits et écarts
- La Grande Barre,
- La Petite Barre,
- Bellevue,
- Bois Saint-Martin,
- La Bourdinière,
- Le Bourg Joly,
- Le Bout des Bruyères,
- Brandelon,
- Bréhainville,
- Breviande,
- Les Brûlons,
- Le Gros Buisson,
- La Caillardière,
- La Cauchardière,
- Le Petit Chaillou,
- La Charmoye,
- La Charonnerie,
- Le Chesnay,
- La Citadelle,
- La Cochonnerie,
- La Courte Miche,
- Crannes,
- La Croix de Beaujoin,
- La Croix Marin,
- Les Dauffrais,
- La Dauvergnerie,
- Feugerolles,
- La Folie,
- La Petite Folie,
- La Forest,
- La Fortinière,
- La Galerne,
- Le Petit Grand Bois,
- La Grange,
- Les Graviers,
- La Grève,
- Le Gros Buisson,
- Guignonville,
- La Guignotière,
- La Guinetière,
- Les Hayes,
- La Leu,
- La Maladrerie,
- Marigny,
- Les Mesliers,
- Mirougrain,
- Montjouvin,
- Le Moulin à Foulon,
- Le Moulin à Vent,
- Le Moulin de la Billanche,
- Le Moulin Legros,
- Le Moulin de Masson,
- La Nicoltière,
- Les Nouettes,
- Le Nouvet,
- Le Petit Nouvet,
- Le Noyer, Oliveau,
- La Passeloyère,
- La Pâtrière,
- Les Perruches,
- Plaisance,
- La Poulinière,
- Prétouville,
- La Raspelière,
- La Revetterie,
- La Rivière,
- Roussainville,
- Le Rouvray,
- La Scalberge,
- La Sinetterie,
- Tansonville,
- La Vallière,
- La Védière,
- La Vivier Gassot.

### Risques majeurs
Le territoire de la commune d'Illiers-Combray est vulnérable à différents aléas naturels : météorologiques (tempête, orage, neige, grand froid, canicule ou sécheresse), inondations, mouvements de terrains et séisme (sismicité très faible). Il est également exposé à un risque technologique, le transport de matières dangereuses. Un site publié par le BRGM permet d'évaluer simplement et rapidement les risques d'un bien localisé soit par son adresse soit par le numéro de sa parcelle.

#### Risques naturels
Certaines parties du territoire communal sont susceptibles d’être affectées par le risque d’inondation par débordement de cours d'eau, notamment le Thironne, le Loir, la Vallée du Gros Caillou et la Vallée de Reuse. La commune a été reconnue en état de catastrophe naturelle au titre des dommages causés par les inondations et coulées de boue survenues en 1999,.

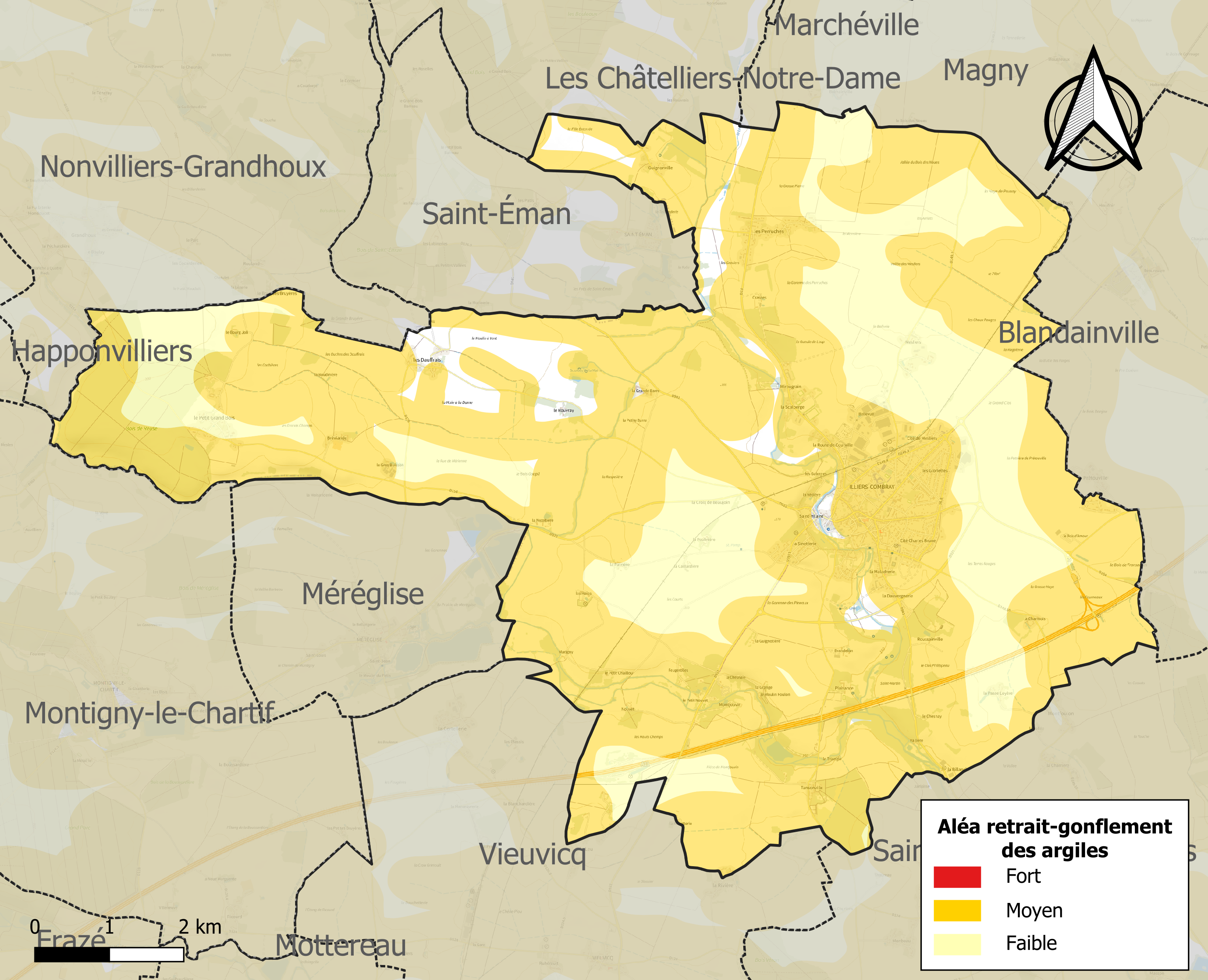
Carte des zones d'aléa retrait-gonflement des sols argileux d'Illiers-Combray.

Les mouvements de terrains susceptibles de se produire sur la commune sont des affaissements et effondrements liés aux cavités souterraines. L'inventaire national des cavités souterraines permet de localiser celles situées sur la commune.
Le retrait-gonflement des sols argileux est susceptible d'engendrer des dommages importants aux bâtiments en cas d’alternance de périodes de sécheresse et de pluie. 73,4 % de la superficie communale est en aléa moyen ou fort (52,8 % au niveau départemental et 48,5 % au niveau national). Sur les 1 417 bâtiments dénombrés sur la commune en 2019, 1312 sont en aléa moyen ou fort, soit 93 %, à comparer aux 70 % au niveau départemental et 54 % au niveau national. Une cartographie de l'exposition du territoire national au retrait gonflement des sols argileux est disponible sur le site du BRGM,.
Concernant les mouvements de terrains, la commune a été reconnue en état de catastrophe naturelle au titre des dommages causés par des mouvements de terrain en 1999.

#### Risques technologiques
Le risque de transport de matières dangereuses sur la commune est lié à sa traversée par des infrastructures routières ou ferroviaires importantes ou la présence d'une canalisation de transport d'hydrocarbures. Un accident se produisant sur de telles infrastructures est en effet susceptible d’avoir des effets graves au bâti ou aux personnes jusqu’à 350 m, selon la nature du matériau transporté. Des dispositions d’urbanisme peuvent être préconisées en conséquence.

## Histoire

### Préhistoire
Après des recherches archéologiques effectuées entre 2012 et 2015 à Illiers-Combray,, une occupation néandertalienne a pu être mise en évidence, datant du paléolithique moyen. La séquence limoneuse présente sur le site comporte trois cycles glaciaire-interglaciaire, dont les plus récents couvrent le Saalien, l'Éémien et le Weichsélien. Sur une surface de 60 m2 fouillée manuellement, des vestiges lithiques ont été trouvés et 931 pièces ont pu être dégagées. L'analyse archéologique suggère la présence de chaînes opératoires de débitages et de façonnages marquées par la présence d'éclats, de lames, de pointes et de bifaces.

### Antiquité
Dans l'Antiquité, la région était située en pays carnute, avant d'être conquise par Jules César.
La Gaule appartenait à l'Empire romain, puis à l'Empire romain d'Occident. La région fit brièvement partie de l'Empire des Gaules (260-274).

### Moyen Âge
Illiers est une des plus anciennes baronnies du pays chartrain et le sire d'Illiers fut un des quatre barons qui avaient le privilège de porter le nouvel évêque de Chartres lors de son entrée solennelle dans la ville. Les seigneurs de cette famille, qui d'ailleurs a donné plusieurs évêques de son nom au diocèse de Chartres, se sont souvent distingués aux grandes époques de notre histoire.

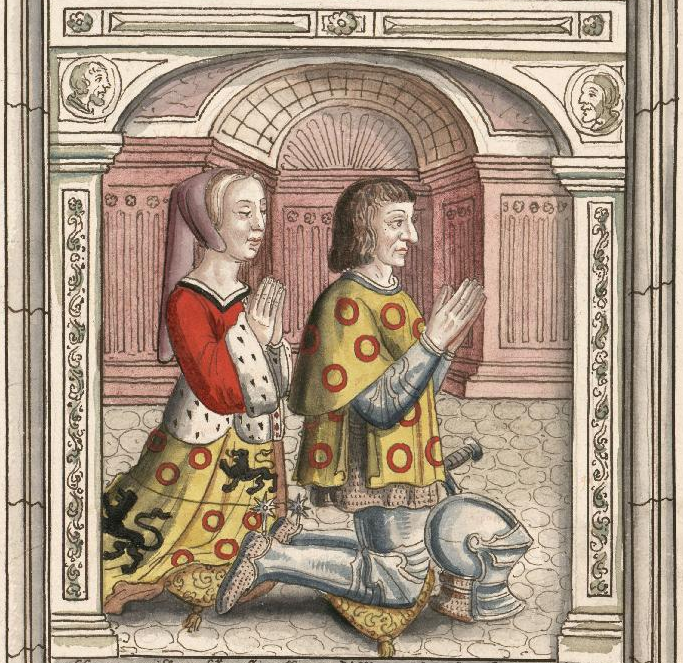
Florent d'Illiers, chevalier, baron du chesne doré, bailly et capitaine de Chartres et sa femme Jeanne de Coutes.

Le plus remarquable est Florent d'Illiers qui, au temps du roi Charles VII, fut un des plus braves compagnons de Jeanne Darc, et contribua avec La Hire, Dunois et Xaintrailles, à rendre au roi de Bourges son vieil héritage que lui roboient les Anglois. Les murs qui protégeaient la petite ville ont disparu depuis longtemps et de son antique château il reste à peine aujourd'hui quelques traces reconnaissables.
La commune était un des centres de commerce les plus actifs du département et elle avait cinq foires annuelles, un marché, fabriquait des draps, de la bonneterie, comptait plusieurs tuileries et faisait un commerce assez considérable de grains et de bestiaux.

### Époque moderne
Les paroisses de Saint-Jacques et Saint-Hilaire d'Illiers dépendaient de la généralité d'Orléans, du diocèse et de l'élection de Chartres, du parlement de Paris, et de l'intendance d'Orléans.

#### Guerres de religion
Le 5 juin 1589, Henri de Navarre, futur roi de France, fait son entrée à Illiers. Un acte de baptême de ce même jour atteste de son arrivée. Il y reste trois jours. Pendant la dernière phase des guerres de religion, connues sous le nom de Guerre des Trois Henri, le prétendant au trône tente de reconquérir le nord de la France qui est alors sous la domination de la Ligue. C'est à ce moment qu'il tente de pacifier la Beauce, région stratégique pour contrôler l’approvisionnement de la ville de Paris et enlever toute velléité de révoltes aux partisans de la Ligue dans ce secteur.

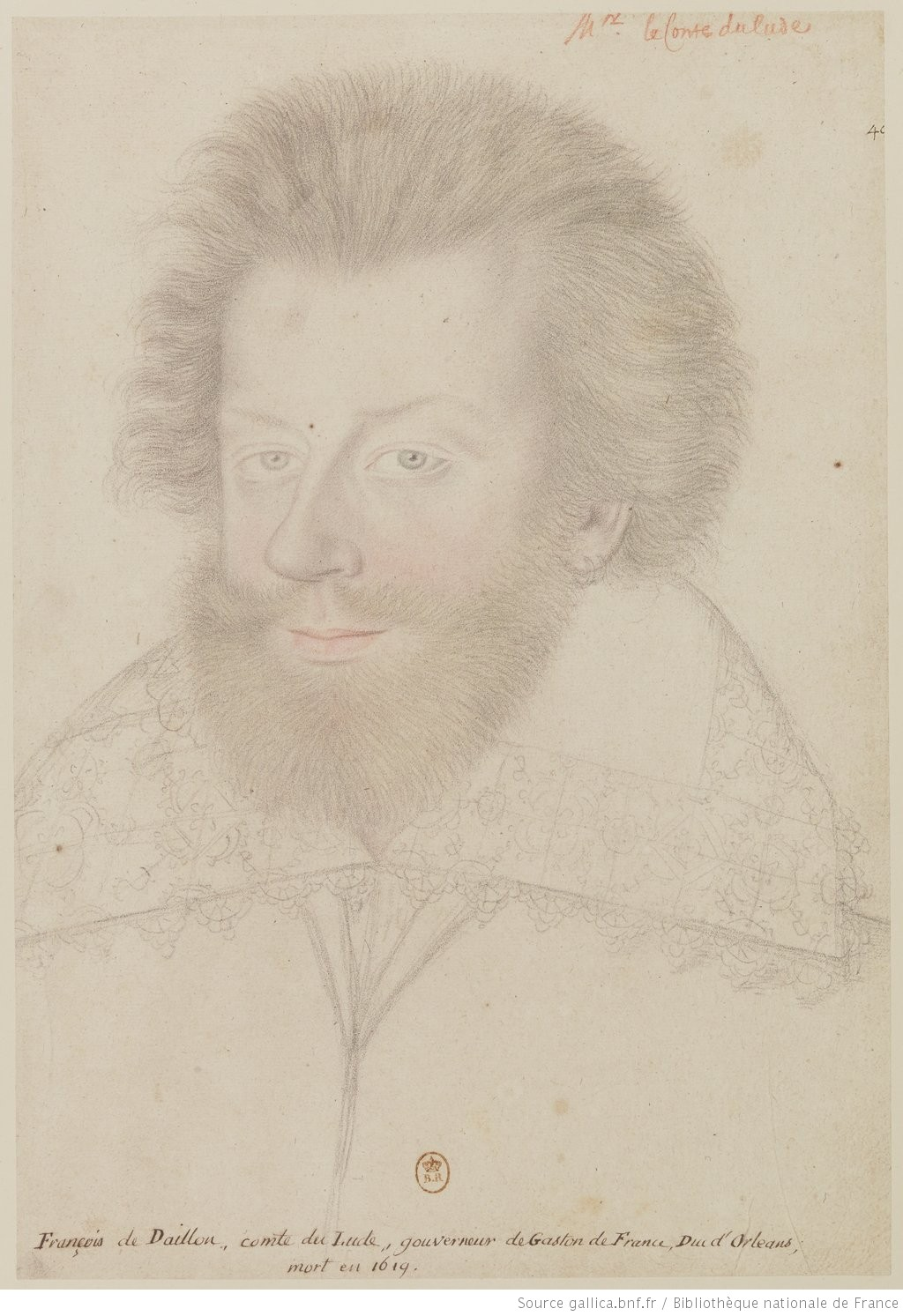
Comte du Lude, marquis d'Illiers, seigneur de Pontgibaud et Briançon, Sénéchal d'Anjou (1585), Lieutenant-Général en Auvergne, conseiller d'Etat, Gouverneur de Gaston de France

Le futur Henri IV est accompagné à ce moment de François de Daillon, marquis d'Illiers et partisan du prince. Après ce séjour, la troupe du roi de Navarre enlève la ville voisine de Brou, ville partisane des ligueurs. Henri et ses hommes réclament ensuite des réquisitions à la ville d'Illiers en vue des investissements pour le siège de Paris en 1590.
Entre septembre et Novembre 1589, le capitaine de Bréhainville, qui défendit Brou contre les troupes royales et se réfugia à Chartres, reprend les armes, enlève Villebon, assiège Illiers qu'il emporte. Bréhainville meurt à Bonneval, ville restée fidèle à Henri III. Bréhainville inhumé le 17 décembre 1589 à Chartres, Jacques de Courcillon, marquis de Dangeau, huguenot et grand-père de Philippe de Courcillon de Dangeau reconquiert Illiers pour le parti royaliste, ses troupes ayant déjà occupé Illiers quelques mois auparavant.
La présence protestante à Illiers est attestée dans un cahier de doléances pour les États généraux de 1576-1577. Si la présence du poète Ronsard et de son rival Philippe Desportes (1546-1606) sont attestées dans la région, c'est bien à Illiers-Combray qu'Olives Desportes, nièce du célèbre poète, épousa Jacques de Milleville le 18 mai 1592. Ce commandant des Canonniers de la ville de Chartres s'était fait un nom l'année précédente durant un épisode sanglant de l’histoire du siège de Chartres par Henri IV .

### Époque contemporaine

#### LaRévolution française
1788, la Beauce est sujette à une crise de subsistance et à une très forte hausse du prix du blé ; en novembre, Brou, village voisin, s'est révolté, remarque de façon laconique le procureur du Roi, d'Illiers ; il affirme également que « les pauvres ne peuvent plus acheter du blé sur le marché et préfèrent acheter au boulanger ». Drouet, l'officier de police du bourg, ne sait comment faire face à des boulangers, qui ne souhaitent pas vendre aux indigents et aux ouvriers le pain à un prix où ils ne tireraient aucun bénéfice.
Il est finalement décidé que la première heure du marché sera strictement réservée aux habitants d'Illiers. Les blatiers et les négociants pourront s'approvisionner ensuite. En 1789, le cahier de doléances de la paroisse fera apparaître une demande pour que les laboureurs soient obligés d'ouvrir les magasins afin que les personnes les plus modestes puissent recevoir du blé.
Le 21 janvier 1790, l'Assemblée nationale constituante décrète que le département d'Eure-et-Loir est divisé en six districts. Le canton d'Illiers est rattaché au district de Chartres.
Le 11 juillet 1792, à Paris est déclarée la Patrie en danger par l'Assemblée législative. Le 30, Illiers se dote d'une garde nationale de soixante hommes armés.
Six mois après l'exécution de Louis Capet, les français sont appelés à voter pour la seconde fois au suffrage universel masculin. Ce scrutin fait suite aux premières élections de 1792, qui décidèrent des représentants à la Convention nationale. Lors de ce plébiscite pour la Constitution du 6 messidor an I (24 juin 1793), dite aussi Constitution de l’an I, une forte abstention eut lieu dans l'assemblée primaire d'Illiers. Les motifs sont d'ordres pratiques ; le vote en plein mois de juillet chevauchait les travaux de moissons, que beaucoup de paysans ne souhaitaient pas interrompre, fût-ce même une journée.
Cette même année, la société populaire des sans-culottes d'Illiers envoie deux pétitions à la Convention nationale. La première, le 11 fructidor an I (28 août 1793), la société annonce sa formation à l'Assemblée.
« [...] Pour vous, législateurs, notre seule espérance, continuez d'affermir la République, de vous occuper des lois qui doivent faire mouvoir la constitution, et ne vous séparez que lorsqu'elles seront faites. Par là vous aurez mérité le juste titre de sauveurs et de pères de la patrie que vous donnent les Français. Daignez regarder notre formation et cette adresse d'un œil favorable et recevez les bénédictions de la société républicaine et sans-culotte d'Illiers, district de Chartres, département d'Eure-et-Loir » (suivent 35 signatures).

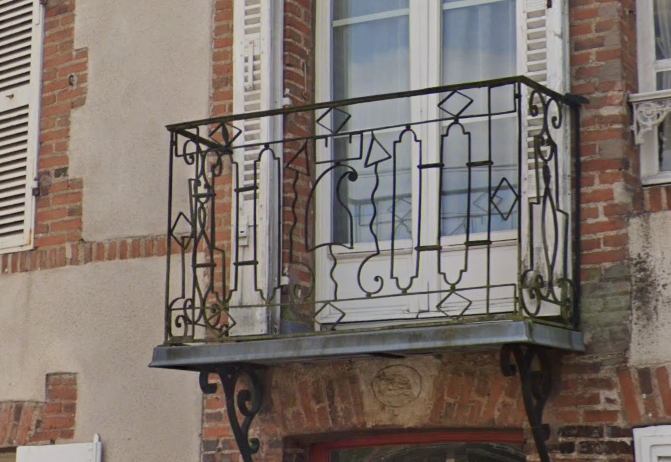
Mairie d'Illiers en 1794, rue Saint-Hilaire. Sur la façade se trouve un balcon en fer forgé représentant un bonnet phrygien. Sur le haut de la porte était inscrite la date de 1794, aujourd'hui illisible.

La seconde adresse à la Convention, le 22 frimaire an II (12 décembre 1793), félicite les députés pour les journées du 31 mai et du 2 juin 1793 ainsi que d'avoir « fait tomber la tête de l'infâme veuve Capet et purgé votre sein des traîtres et des fédéralistes qui le déchiraient ; pour ceux enfin par lesquels vous avez fixé le maximum du prix des grains, des marchandises et denrées de première nécessité ». La société déclare qu'ils ont bien mérité de la patrie ; elle reçoit la mention honorable de la Convention. La société populaire d'Illiers remet avec cette pétition des médailles reçues par certains de ses membres lors de la fête de la Fédération à Orléans le 9 mai 1790.
« [...] Pour nous, qui avons en horreur les tyrans, nous vous faisons passer 7 médailles de bronze, dont une dorée, que plusieurs membres de la Société ont reçues lors de la fédération d'Orléans du 9 mai 1790, et qu'ils ont déposées sur le bureau, et parce que l'effigie du tyran guillotiné s'y trouve empreinte, nous désirons qu'elles soient remises à la fonderie pour y servir à la fonte des canons destinés à détruire les despotes coalisés. Nous saisissons avec empressement cette occasion de vous prouver que nous sommes au pas et dans les vrais principes dont nous ne dévierons jamais. Salut et fraternité. Braun, président ; Denfert, secrétaire. Ce vingt-deux frimaire an II de la République française, une et indivisible.»

10 pluviôse an II (29 janvier 1794), la municipalité élue proclame le culte de la Raison, de la liberté et de l'égalité dans l'église Saint-Jacques qui devient par la même occasion un temple de la Raison.
Le 25 prairial an II (13 juin 1794), le club des jacobins d'Illiers, fait une demande qui est renvoyée au comité d'agriculture. Il réclame le recensement des récoltes et le contrôle des grains.

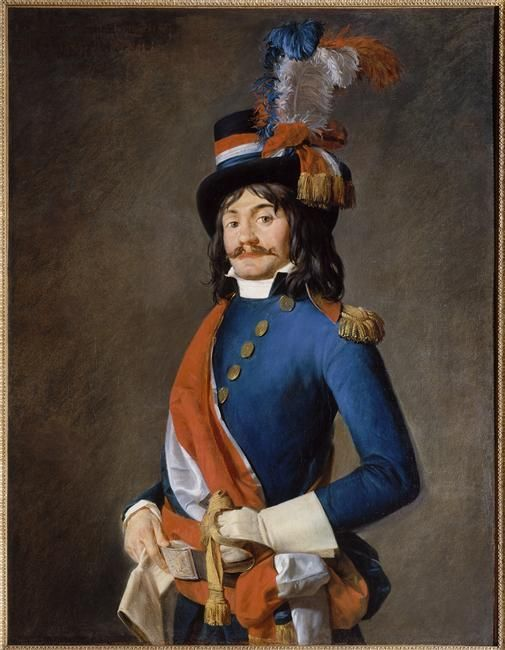
Un représentant en mission, École française, huile sur toile, 1793, musée de la Révolution française. Cette peinture a longtemps été identifiée comme un portrait de Jean-Baptiste Milhaud attribué à David. Elle est aujourd'hui sans attribution certaine.

Sous la Convention thermidorienne, le représentant en mission Fleury est envoyé dans le département d'Eure-et-Loir en ventôse an III afin de presser l'approvisionnement de Paris qui vit une crise frumentaire. Le 2 germinal, Illiers a un arriéré de 3000 quintaux de blé. Fleury menace la municipalité de sanctions financières si sous trois jours, l'arriéré n'est pas envoyé à Chartres. Les élus locaux protestent sur le risque d'une crise de subsistance dans la localité. Malgré les moyens mis en place par les envoyés en mission, Paris sera touchée par l'Insurrection du 12 germinal an III.
Pendant le Directoire, la cloche de l'église descendue en l'an II afin de la fondre pour garantir des fournitures aux armées lorsque la patrie a été déclaré en danger est toujours sur place. Le 14 frimaire an VI (4 décembre 1797), elle est remontée. À la suite de la loi du 3 ventôse an III (21 février 1795) qui proclame la neutralité religieuse de la République, les cloches sont aussi réglementées. Elle ne sera sonnée qu'une seule fois par jour et non pour convoquer à l'exercice du culte.

#### XIXesiècle
Pendant la guerre franco-allemande de 1870, cette localité a subi, dès le 19 octobre, les douleurs de l'invasion et même un commencement de bombardement.

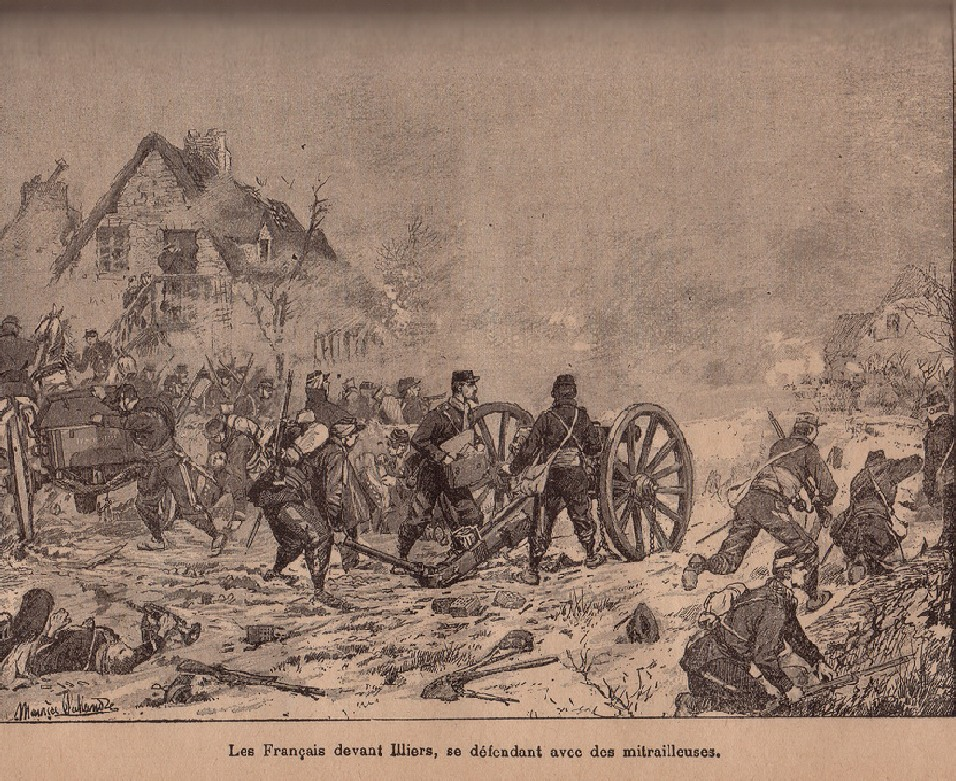
18 novembre 1870, combat d'Illiers.

Le 31 octobre elle fut le théâtre d'un combat entre les prussiens et le 6e régiment mixte de cavalerie formé d'un escadron des 1er, 7e, 9e, 11e de chasseurs à cheval et du 3e hussards.
Le 18 novembre, la commune fut l'enjeu d'une affaire entre les 3 bataillons du 49e régiment provisoire formé de la garde nationale mobile de l'Orne et les Prussiens.

#### XXesiècle
Entre le 29 janvier et le 8 février 1939, plus de 2 000 réfugiés espagnols fuyant l'effondrement de la république espagnole devant les troupes de Franco, arrivent en Eure-et-Loir. Devant l'insuffisance des structures d'accueil (le camp de Lucé et la prison de Châteaudun rouverte pour l’occasion), 53 villages sont mis à contribution, dont Illiers. Les réfugiés, essentiellement des femmes et des enfants (les hommes sont désarmés et retenus dans le Sud de la France), sont soumis à une quarantaine stricte, vaccinés, le courrier est limité, le ravitaillement, s'il est peu varié et cuisiné à la française, est cependant assuré. Une partie des réfugiés rentrent en Espagne, incités par le gouvernement français qui facilite les conditions du retour, mais en décembre, 922 ont préféré rester et sont rassemblés à Dreux et Lucé.

#### La Seconde Guerre mondiale
Après la percée allemande lors de la bataille de France, Illiers subit de plein fouet la débâcle. Dès mai 1940, un flux de réfugiés passent par Illiers pour rejoindre la Bretagne ou le sud de la Loire ; dans ce long cortège d'exilés, Simone de Beauvoir y passera la nuit du 10 au 11 juin. Au cours du mois de juin, le village est bombardé trois fois par la Luftwaffe. Le premier bombardement le 13 juin est le plus meurtrier, dix victimes civiles sont à déplorer ainsi qu'une trentaine de blessés. Le lendemain, terrifiée, une partie de la population prend les chemins de l'exode, ou se cache dans les bois et les fermes environnantes. Les quelques habitants avec l'appui de l'équipe municipale restante essaient d'organiser la fabrication et la distribution du pain, de mettre fin aux pillages ainsi que de gérer le flot passager mais continu des réfugiés. Le même jour, le préfet d'Eure-et-Loir, Jean Moulin, fait placarder dans tout le département une affiche ou le message est de ne pas écouter les « paniquards » et qui prévoit de sanctionner les élus qui quitteront leurs postes ; le préfet termine par ses mots : « J’ai confiance. Nous vaincrons ». Le lendemain, une batterie de D.C.A. se cantonne à Illiers. 15 juin, deux bombardements perforent de nouveau la ville. Le 16 juin, une partie des autorités municipales, les gendarmes, le garde champêtre sont déjà partis. Dans la nuit la D.C.A. française a tiré sur les avions allemands jusqu'à deux heures du matin. La Wehrmacht fait son entrée à Illiers le 17 dans l'après-midi, arrivant par la route de Chartres. Les soldats allemands rentrent dans les maisons et font prisonniers les soldats français restants.
Cinq évadés du camp de Voves sont recueillis par Rémi Sédillot conseiller municipal d'Illiers et militant communiste, ainsi que par ses fils Pierre et François, dans leur ferme de la Grande-Barre, le 10 janvier 1943.
Le 30 mars 1944, cinq résistants islériens, Ellie Gallou, Spada Girard, Pierre Sédillot, François Dargent et Gilbert Damas, membres des FTP-F sont fusillés par les forces d'occupations allemandes au Mont Valérien. Gallou est arrêté par la gendarmerie française à Illiers. Il est accusé de sabotage de voies ferroviaires, de protection d’aviateurs alliés et de réception de parachutages. Girard est arrêté  par la Sipo-SD en 1943. Sédillot est arrêté le 21 janvier 1944 à Péronville également par la Sipo-SD pour « activités de franc-tireur », sabotages et attentats. Dargent est arrêté par les allemands pour sabotage et comme réfractaire au S.T.O. le 17 novembre 1943 à Chartres. Damas entre dans la Résistance en janvier 1943 et est arrêté le 20 décembre 1943 par la police allemande pour « activité de franc-tireur ». Leurs noms figurent sur le monument aux morts d'Illiers-Combray ainsi que sur la cloche commémorative du mémorial de la France combattante.

## Politique et administration

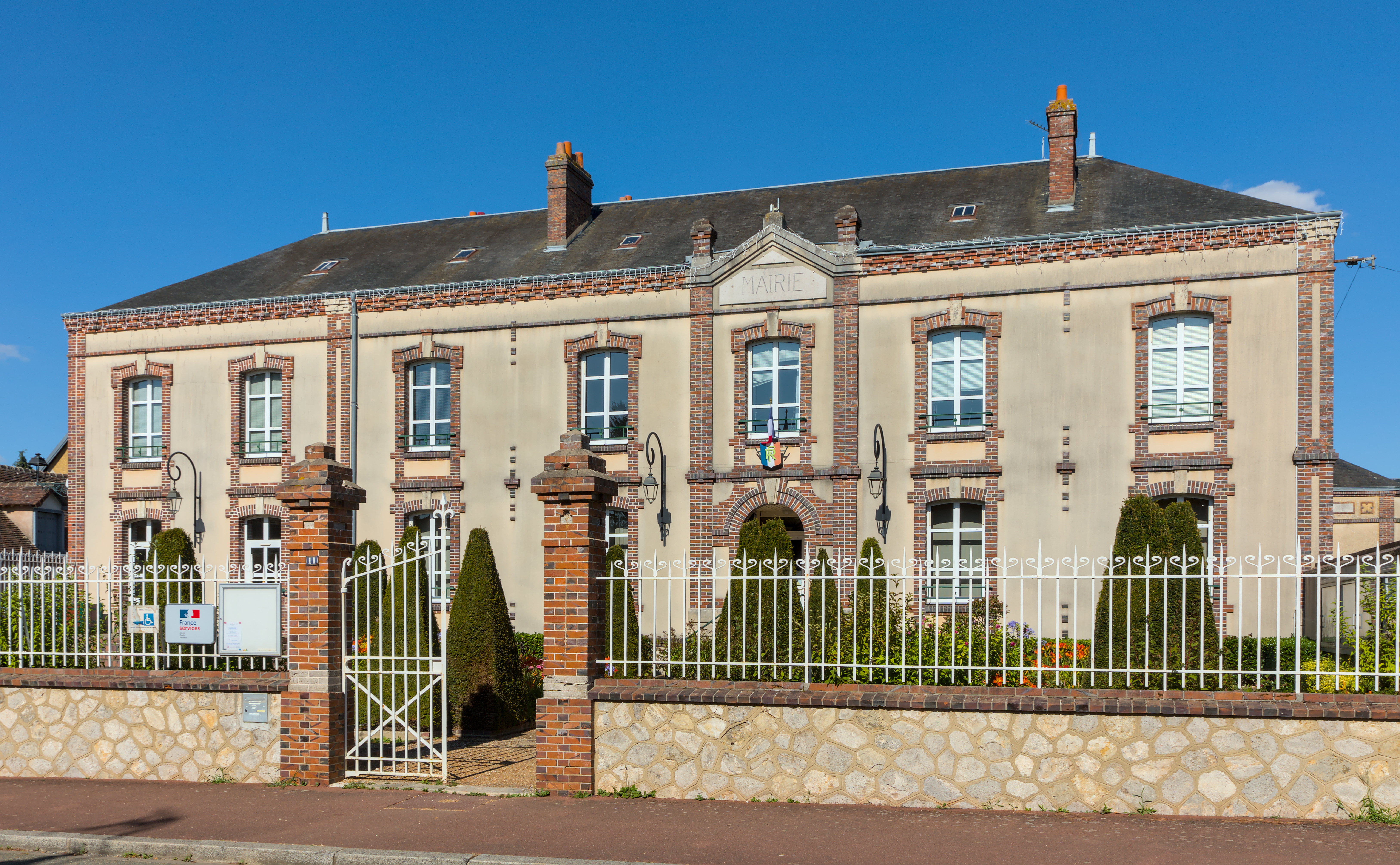
La mairie.

La communauté de communes Entre Beauce et Perche en Eure-et-Loir, 2018.

### Tendances politiques et résultats

#### Élection municipale de 2020
- Maire sortant : Bernard Puyenchet
- 23 sièges à pourvoir au conseil municipal (population légale 2017 : 3 324 habitants)
- 8 sièges à pourvoir au conseil communautaire (communauté de communes Entre Beauce et Perche)

|                | Bernard Puyenchet |                | 533   | 100    | 23 | 8 |  |  |
|                |                   |                |       |        |    |   |  |  |
| Inscrits       | Inscrits          | Inscrits       | 2 312 | 100,00 |    |   |  |  |
| Abstentions    | Abstentions       | Abstentions    | 1 616 | 69,90  |    |   |  |  |
| Votants        | Votants           | Votants        | 696   | 30,10  |    |   |  |  |
| Blancs et nuls | Blancs et nuls    | Blancs et nuls | 163   | 7,05   |    |   |  |  |
| Exprimés       | Exprimés          | Exprimés       | 533   | 23,05  |    |   |  |  |

La totalité des sièges est pourvue lors de ce premier tour par la liste unique conduite par Bernard Puyenchet.

### Liste des maires
| Période   | Période  | Identité             | Étiquette          | Qualité                                                                          |
| --------- | -------- | -------------------- | ------------------ | -------------------------------------------------------------------------------- |
| 1885      | 1889     | Pierre Chapron       |                    | Juge de paix                                                                     |
| 1889      | 1902     | Victor Loureau       |                    | Huissier                                                                         |
| 1902      | 1904     | Octave Chapet        |                    | Éleveur de moutons dishley-mérinos                                               |
| 1904      | 1908     | Auguste d'Aymery     |                    | Rentier                                                                          |
| 1908      | 1925     | Octave Chapet        |                    | Éleveur de moutons dishley-mérinos                                               |
| 1925      | 1938     | Léon Ferré           |                    | Négociant en vins                                                                |
| 1938      | 1944     | Arsène Mallet        |                    | Meunier                                                                          |
| 1944      | 1945     | Rémi Sédillot        | PCF                | Agriculteur                                                                      |
| 1945      | 1947     | Prudent Charron      |                    |                                                                                  |
| 1947      | 1956     | René Fournier        |                    | Notaire                                                                          |
| 1956      | 1964     | Georges Billebault   | Radical-socialiste | Conseiller départemental du canton d'Illiers-Combray (de 1955 à 1964) Industriel |
| 1964      | 1965     | Maurice Martin       |                    | Vétérinaire                                                                      |
| 1965      | 1978     | René Compère         |                    | Proviseur de lycée                                                               |
| 1978      | 1989     | Jean Alain           | PCF                | Professeur de lycée                                                              |
| 1989      | 1995     | Jacques Guillard     | DVD                |                                                                                  |
| 1995      | 2014     | Jean-Claude Sédillot | DVD                | Ingénieur                                                                        |
| mars 2014 | En cours | Bernard Puyenchet,   | DVD                | Chef d'entreprise de dix salariés ou plus                                        |

### Intercommunalité
Depuis 2016, Illiers-Combray est le siège de la communauté de communes Entre Beauce et Perche, la sixième d'Eure-et-Loir par sa population, environ 22 000 habitants (2015). En 2018, la communauté regroupe 33 communes.

### Jumelages
| Ville | Ville                 | Pays | Pays        |
| ----- | --------------------- | ---- | ----------- |
|       | Anversa degli Abruzzi |      | Italie      |
|       | Coniston              |      | Royaume-Uni |
|       | Gemünden              |      | Allemagne   |

## Population et société

### Démographie
L'évolution du nombre d'habitants est connue à travers les recensements de la population effectués dans la commune depuis 1793. Pour les communes de moins de 10 000 habitants, une enquête de recensement portant sur toute la population est réalisée tous les cinq ans, les populations de référence des années intermédiaires étant quant à elles estimées par interpolation ou extrapolation. Pour la commune, le premier recensement exhaustif entrant dans le cadre du nouveau dispositif a été réalisé en 2005.

En 2022, la commune comptait 3 228 habitants, en évolution de −2,92 % par rapport à 2016 (Eure-et-Loir : −0,23 %, France hors Mayotte : +2,11 %).
| 1793  | 1800  | 1806  | 1821  | 1831  | 1836  | 1841  | 1846  | 1851  |
| ----- | ----- | ----- | ----- | ----- | ----- | ----- | ----- | ----- |
| 3 170 | 2 617 | 2 829 | 2 473 | 2 937 | 3 069 | 2 916 | 3 159 | 3 136 |

| 1856  | 1861  | 1866  | 1872  | 1876  | 1881  | 1886  | 1891  | 1896  |
| ----- | ----- | ----- | ----- | ----- | ----- | ----- | ----- | ----- |
| 3 100 | 3 003 | 3 005 | 2 993 | 2 997 | 2 795 | 2 831 | 2 860 | 2 795 |

| 1901  | 1906  | 1911  | 1921  | 1926  | 1931  | 1936  | 1946  | 1954  |
| ----- | ----- | ----- | ----- | ----- | ----- | ----- | ----- | ----- |
| 2 812 | 3 035 | 2 985 | 2 790 | 2 963 | 2 734 | 2 875 | 3 017 | 2 937 |

| 1962  | 1968  | 1975  | 1982  | 1990  | 1999  | 2005  | 2006  | 2010  |
| ----- | ----- | ----- | ----- | ----- | ----- | ----- | ----- | ----- |
| 3 089 | 2 971 | 3 407 | 3 333 | 3 329 | 3 226 | 3 183 | 3 178 | 3 352 |

| 2015  | 2020  | 2022  | - | - | - | - | - | - |
| ----- | ----- | ----- | - | - | - | - | - | - |
| 3 333 | 3 237 | 3 228 | - | - | - | - | - | - |

### Manifestations culturelles et festivités
- Le Marcel Festoch, festival de musique contemporaine, qui produit annuellement entre 2 et 4 soirées de concerts à l'espace Florent d'Illiers. Créé en 2018, la première édition a eu lieu en 2019 puis une édition par an à partir de 2021.
- En Loir et Blanc, festival d'arts de rue et de spectacles. La première édition a eu lieu en 2023 et une seconde édition le samedi 17 mai 2025.
- La remise en état de l'ouverture au public du Jardin de la Citadelle, en plein cœur du village, accueille des expositions et des concerts régulièrement du Printemps à l'Automne. En 2024, un salon de thé temporaire a ouvert ses portes pendant la saison estivale
- Le festival "La Grande Balade", animée par la communauté de communes, propose des manifestations sur Illiers-Combray et les villages alentours.

### Enseignement
- Illiers-Combray comporte un collège portant le nom de Marcel Proust.
- L'école primaire publique porte le nom imaginaire que Proust a donné au Loir : La Vivonne.
- L'école maternelle publique s'appelle Les nymphéas.
- S'ajoute une école primaire privée Saint-Joseph.

## Économie
Le Grand Larousse encyclopédique relève des activités de traitement du lin et des constructions mécaniques.

## Culture locale et patrimoine

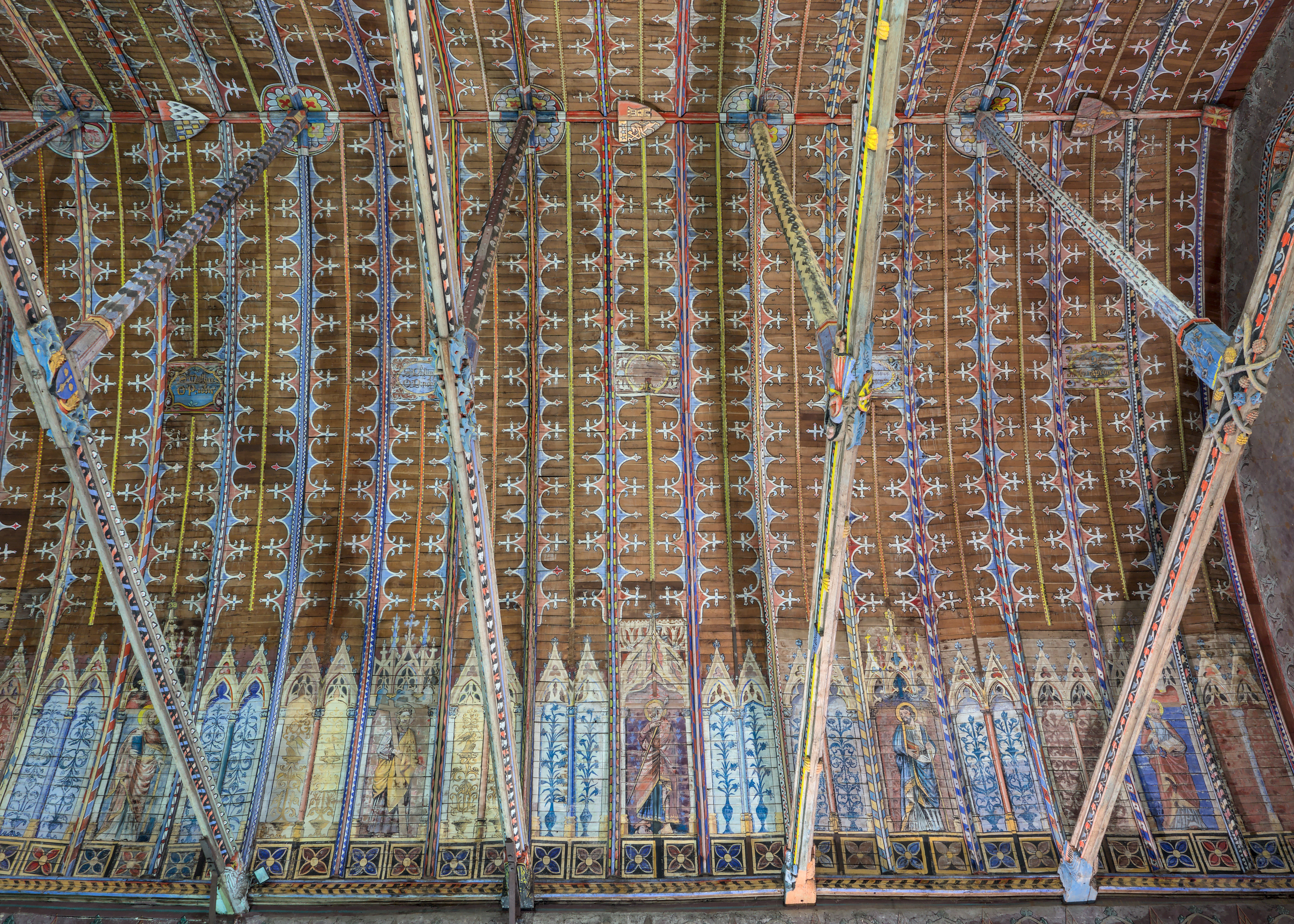
Voûte peinte de l'église Saint-Jacques.

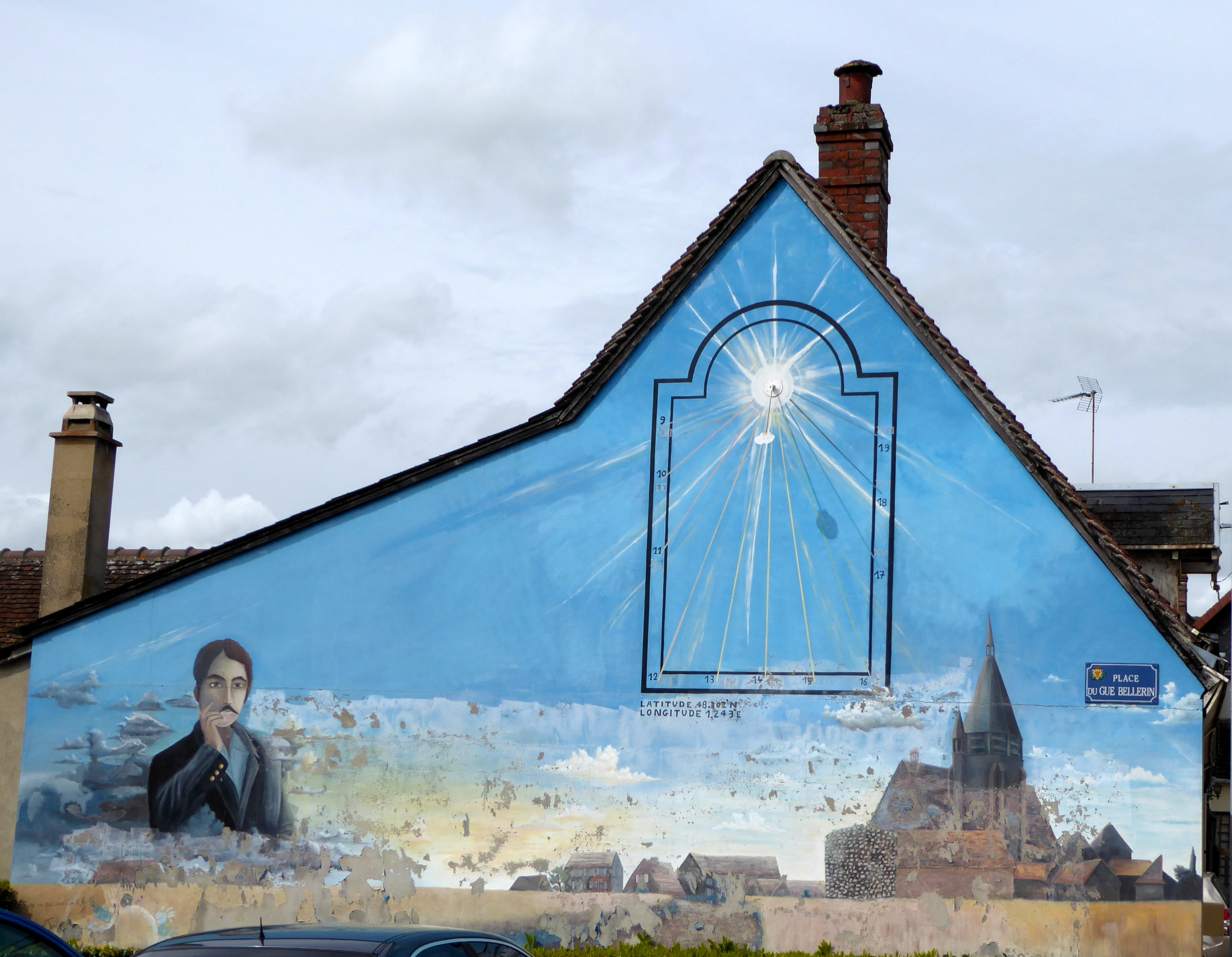
Hommage à Marcel Proust, place du gué Bellerin.

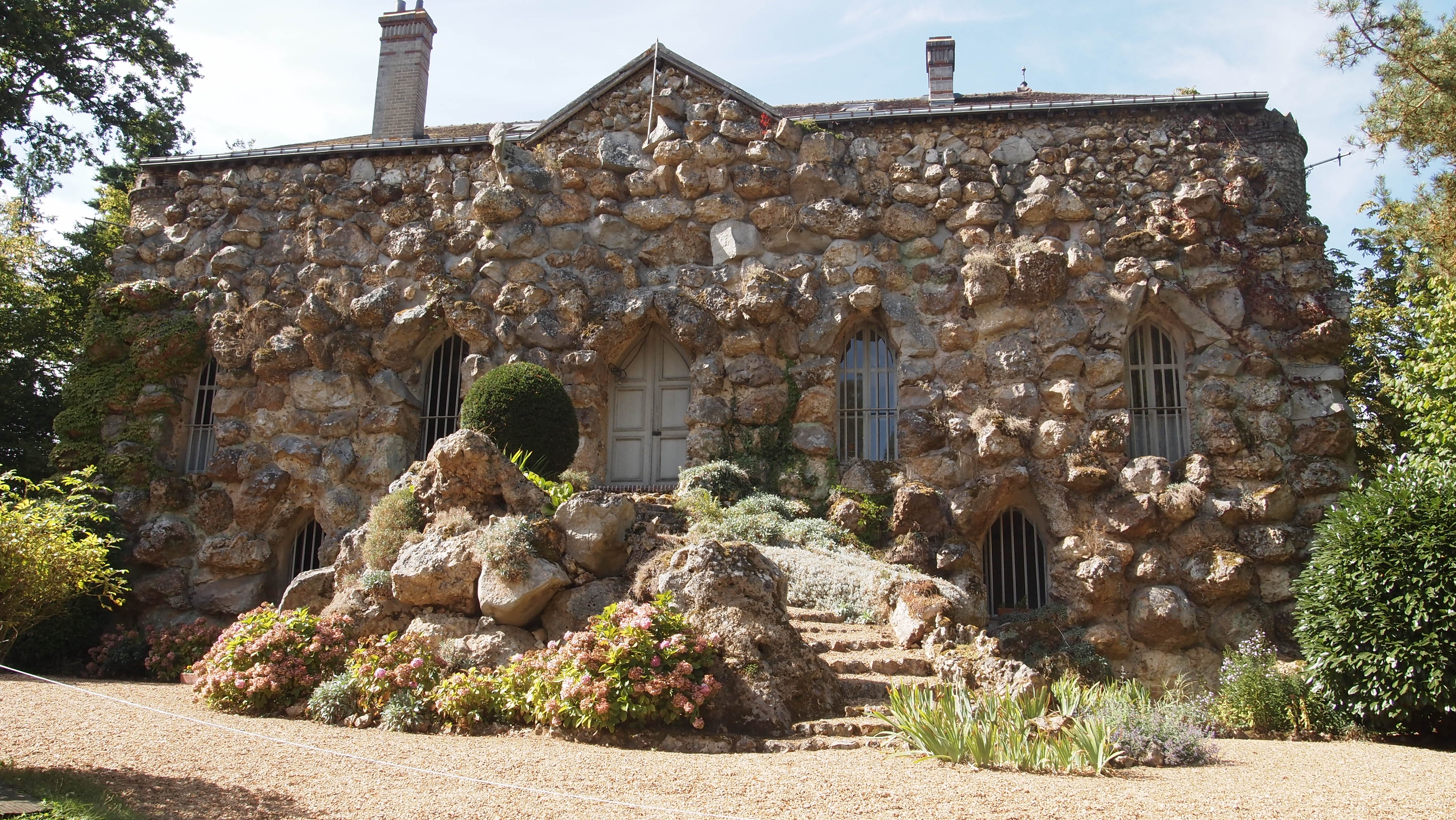
Manoir de Mirougrain.

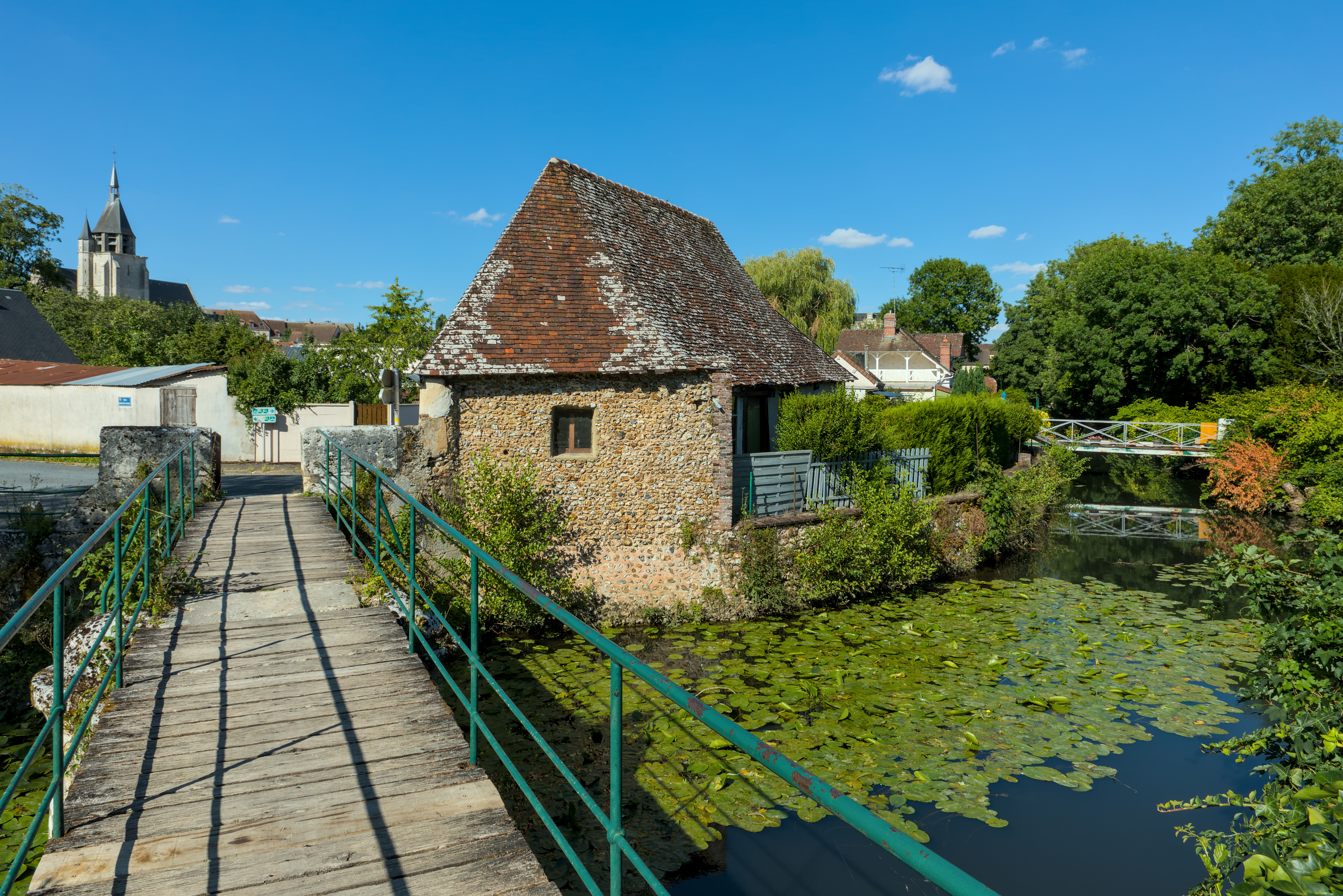
Le pont de la rue de la Fontaine, mentionné dans La Recherche.

### Lieux et monuments

#### Église Saint-Jacques
Classé MH (1907).

#### Marcel Proust et Illiers-Combray
- « Maison de Tante Léonie », aujourd'hui musée Marcel-Proust :

Marcel Proust y passe ses vacances d'enfance entre 1877 et 1880. Ce lieu est une source d'inspiration majeure de son œuvre À la recherche du temps perdu. La maison et le jardin sont classés au titre des monuments historiques depuis 1961. Le jardin a été restauré et réinterprété par les paysagistes de l'Atelier de Paysages Bruel-Delmar et F. Dollfus en 1998.
- Jardin du Pré-Catelan :

Dessiné en 1850, ce jardin romantique à l'anglaise a été créé par Jules Amiot, oncle paternel par alliance de Marcel Proust, en référence au jardin du Pré-Catelan du bois de Boulogne à Paris. Le site est classé depuis 1946, protégé au titre de monument historique en 1999 et classé à l'inventaire général du patrimoine culturel en 2002.
Dans son œuvre romanesque, ce jardin est évoqué par l'écrivain sous le nom de « parc de Tansonville », Tansonville étant le nom d'un hameau d'Illiers-Combray, distant d'environ deux km. Il est la propriété du conseil départemental d'Eure-et-Loir.

Jardin du Pré-Catelan à Illiers-Combray
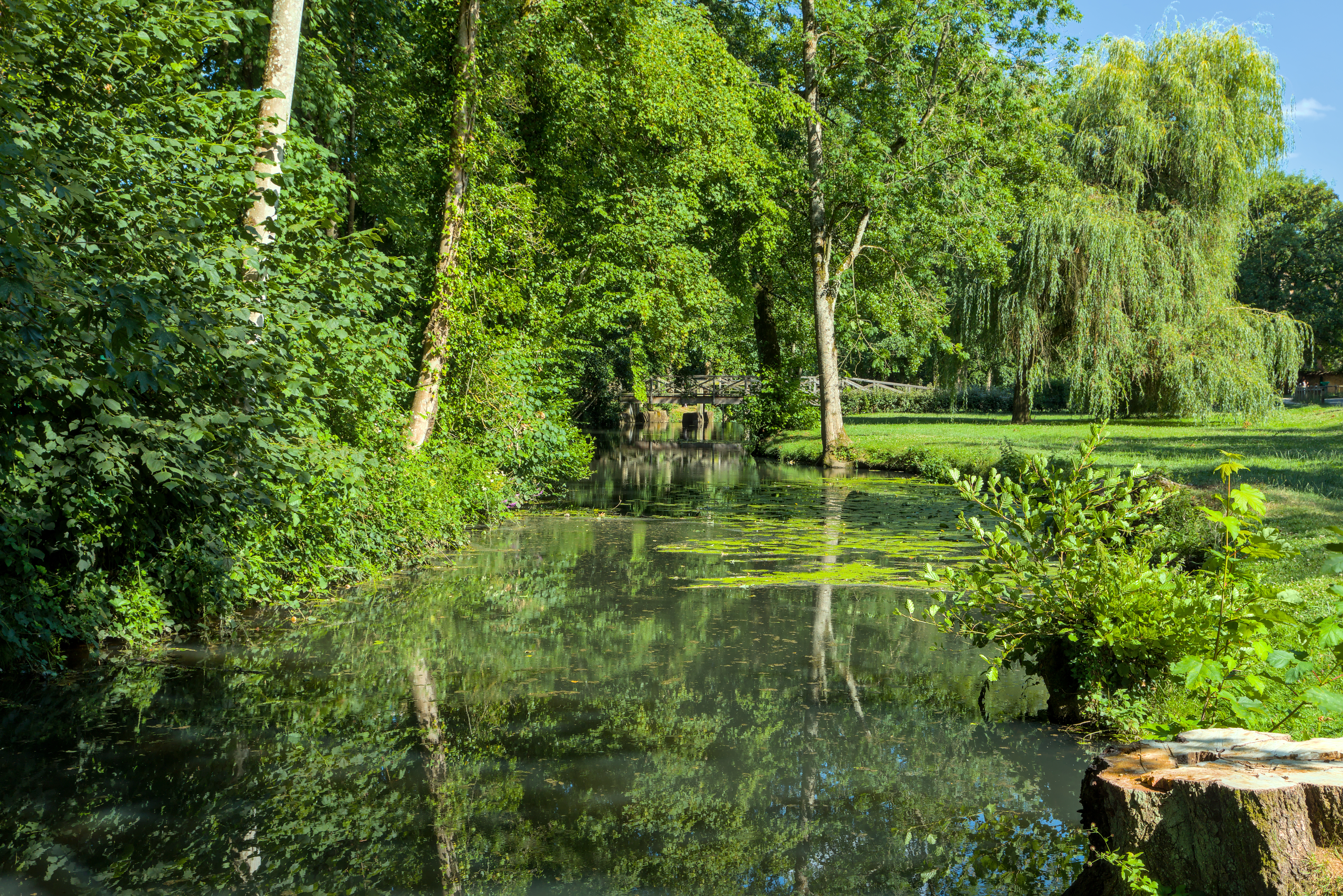
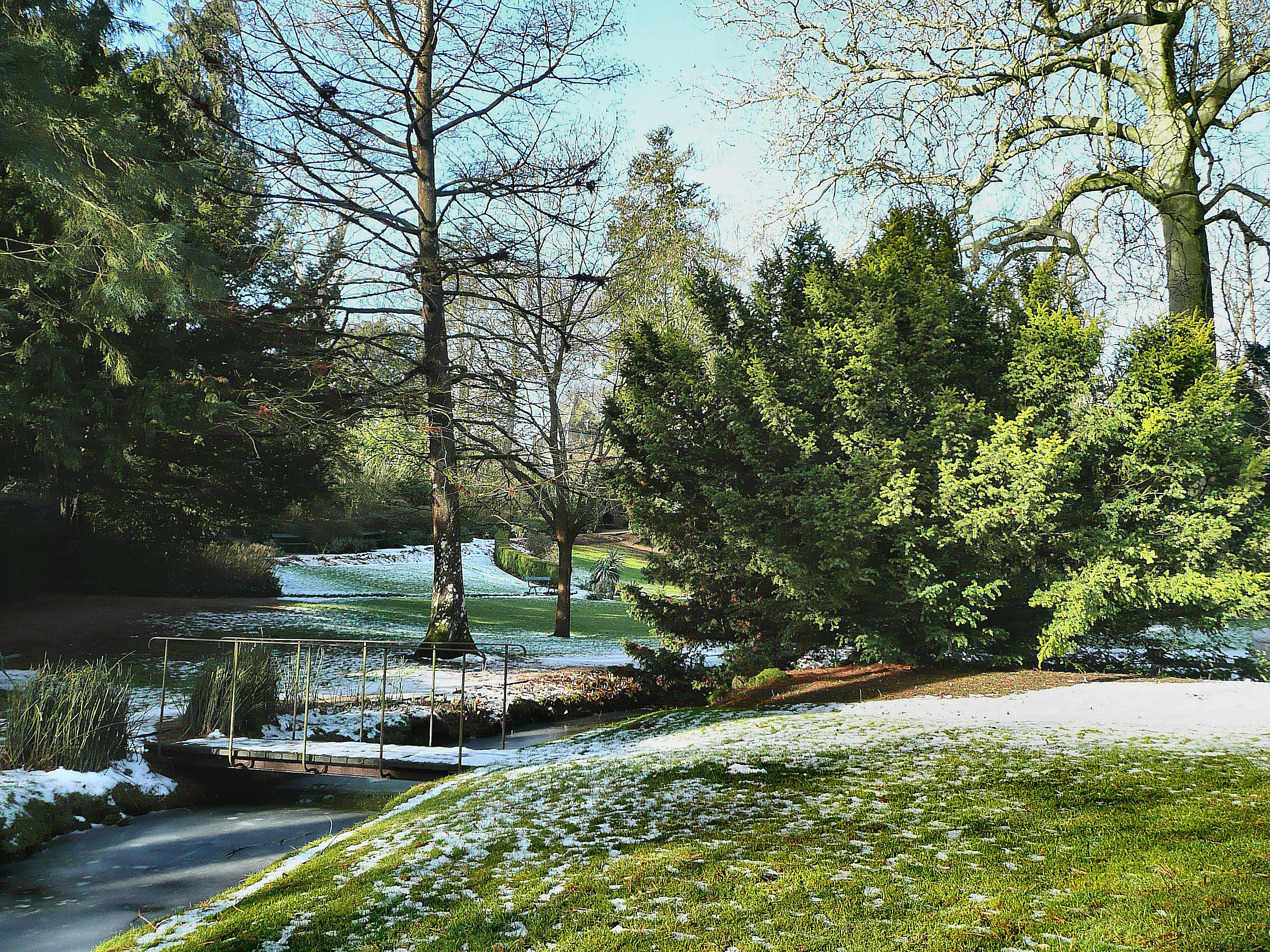
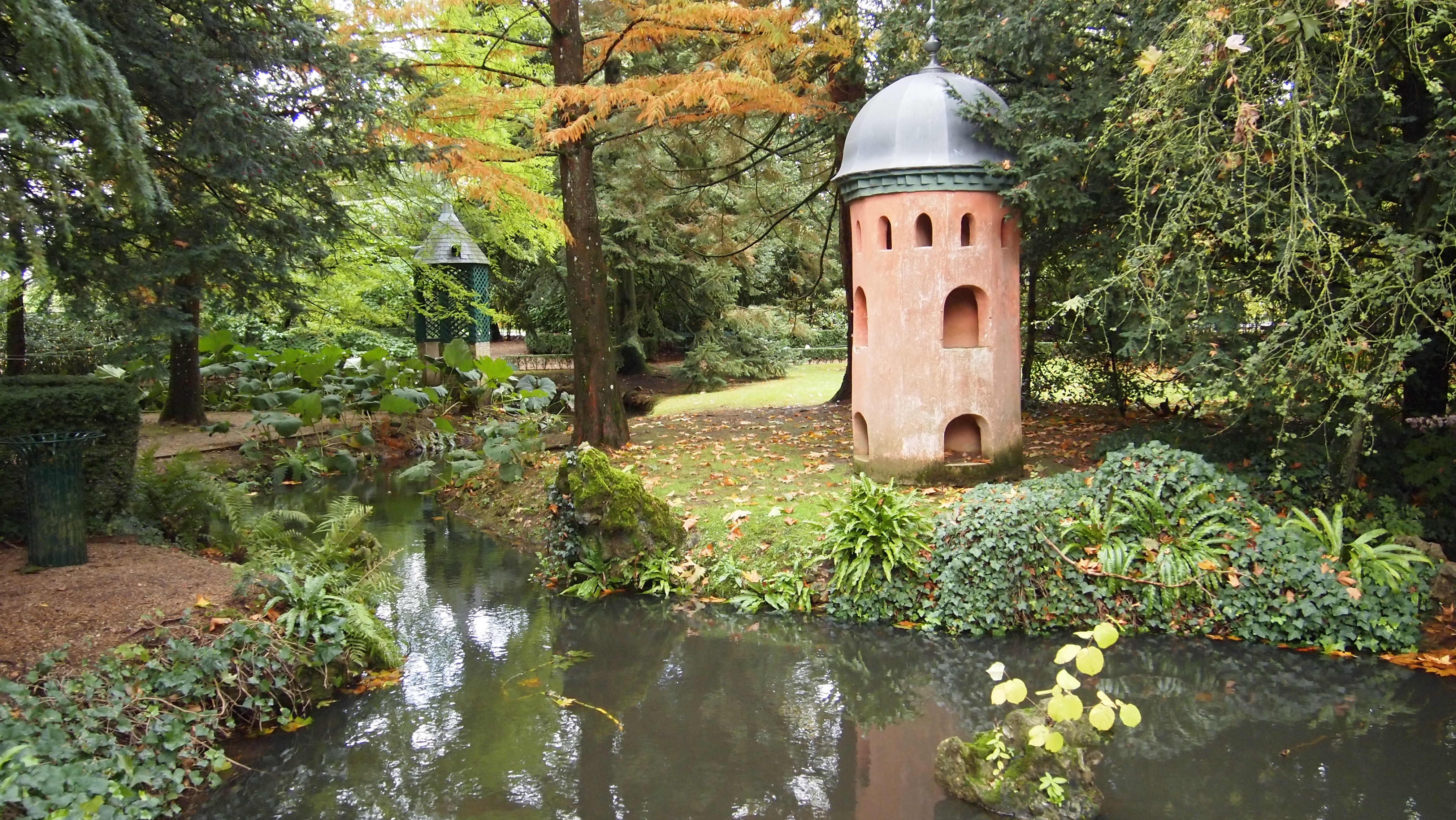
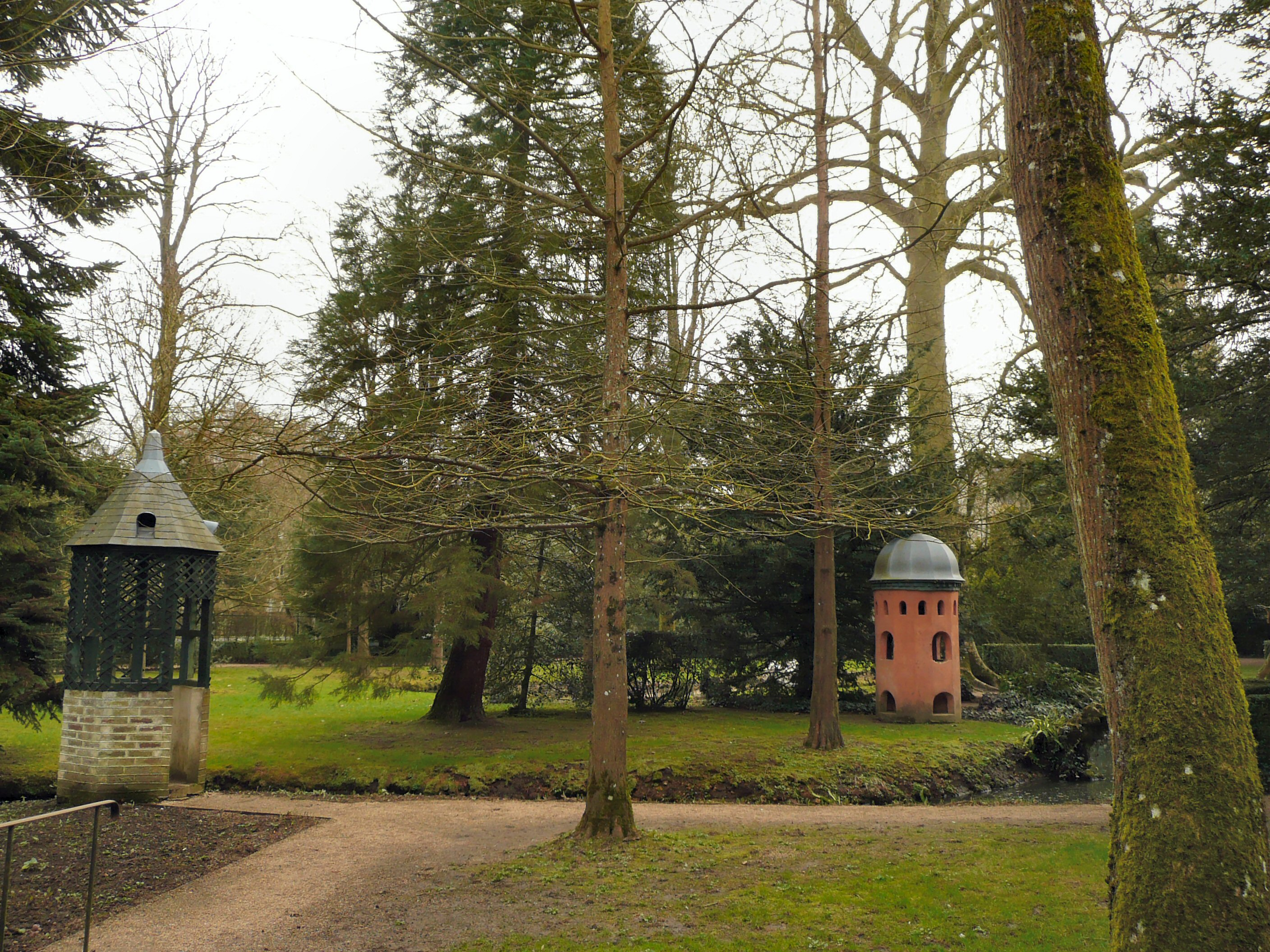

- Façades et toitures du manoir de Mirougrain, construit en 1886  Inscrit MH (1977)[65].
- Maison du docteur Adrien Proust, père de Marcel, située non loin du syndicat d’initiative.
- Château de Roussainville : Roussainville-le-Pin dans l’œuvre de Marcel Proust[Note 4].

#### Autres monuments
Pavillon d'entrée de l'ancien château d'Illiers, datant du XVIe siècle  Inscrit MH (1930).

### Personnalités liées à la commune

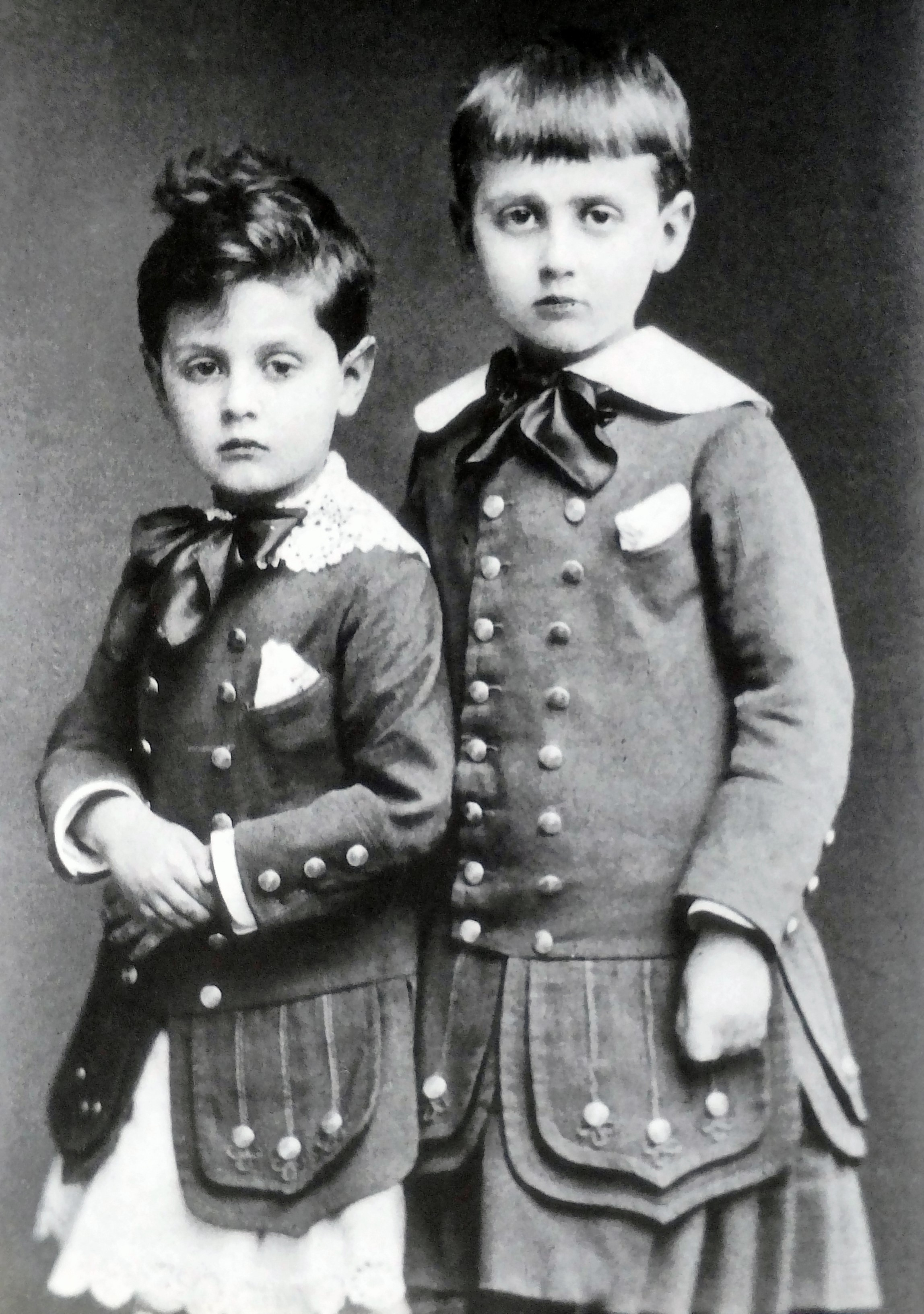
Marcel Proust (à droite) et son frère cadet Robert en 1877.

- Florent d'Illiers, né vers 1400 et mort au début du mois août 1475, est un chevalier, seigneur d'Illiers. Tout d'abord capitaine de la ville de Châteaudun, il est nommé, en 1457, gouverneur et bailli de Chartres par Charles VII. Pendant la dernière phase de la guerre de Cent Ans, il est l'un des capitaines de l'armée du royaume de France. Il s'illustre lors du siège d'Orléans au côté de Jeanne d'Arc, mais c'est principalement auprès de Jean de Dunois dont il est un proche conseiller qu'il combattra.
- Miles d'Illiers mort le 27 septembre  1493 est un prélat français du XVe siècle. Il est fils le de Pierre d'Illiers, chevalier et seigneur d'Illiers, et de Marguerite de Taillecourt, sa seconde femme. Florent d'Illiers est son frère aîné.
- Constantin-René de Mac Mahon (né vers 1664, inhumé le 4 février 1704 en l'église de Saint-Jacques d'Illiers), engagé dans les ordres, prêtre, vicaire de Saint-Jacques d'Illiers ;
- Adrien Proust (1834-1903), célèbre médecin hygiéniste de la seconde moitié du XIXe siècle, né à Illiers en 1834 et père de Marcel ;
- Marcel Proust (1871-1922), écrivain, y passa sa jeunesse, dans la « maison de Tante Léonie », chez sa tante paternelle Élisabeth Proust (1828-1886), épouse du marchand Jules Amiot (1816-1912) et utilisa le nom de Combray dans sa suite romanesque À la recherche du temps perdu pour décrire la ville ;
- Gaston d'Illiers (1876-1932), sculpteur animalier ;
- Muguette Dini (1940-), sénatrice du Rhône, (UC), y est née et y a vécu une partie de son enfance[67] ;
- Christophe Ferré (1968-), écrivain, Grand prix de l'Académie française, a passé une partie de son enfance à Illiers-Combray. La rue principale porte le nom de son arrière-grand-père, Léon Ferré, maire de la commune de 1925 à 1938.

### Héraldique
| Armes d'Illiers-Combray | Les armes de la commune d'Illiers-Combray se blasonnent ainsi : D'or, à six annelets de gueules, 3, 2 et 1. |

#### Archives
- Registres paroissiaux et d'état-civil depuis :
  - 1582-1792 pour la paroisse Saint-Hilaire (lacunes) ;
  - 1598-1792 pour la paroisse Saint-Jacques (lacunes) ;
  - depuis 1792 pour l'état civil rédigé par la commune.
  - le lieu de conservation des registres d'Ancien Régime reste à préciser.

#### Bases de données et dictionnaires
- Site officiel
- Ressources relatives à la géographie :   - Insee (communes)
  - Ldh/EHESS/Cassini
- Ressource relative à plusieurs domaines :   - Annuaire du service public français
- Notices d'autorité :   - VIAF
  - BnF (données)
  - IdRef
  - GND